# Liste der Kulturgüter in Balsthal
Die Liste der Kulturgüter in Balsthal enthält alle Objekte in der Gemeinde Balsthal im Kanton Solothurn, die gemäss der Haager Konvention zum Schutz von Kulturgut bei bewaffneten Konflikten, dem Bundesgesetz vom 20. Juni 2014 über den Schutz der Kulturgüter bei bewaffneten Konflikten sowie der Verordnung vom 29. Oktober 2014 über den Schutz der Kulturgüter bei bewaffneten Konflikten unter Schutz stehen.
Objekte der Kategorien A und B sind vollständig in der Liste enthalten, Objekte der Kategorie C fehlen zurzeit (Stand: 1. Januar 2023).

## Kulturgüter
| Foto |                                                                                               | Objekt                                                                     | Kat. | Typ | Standort                               | Beschreibung |
| ---- | --------------------------------------------------------------------------------------------- | -------------------------------------------------------------------------- | ---- | --- | -------------------------------------- | ------------ |
| ja   | Datei hochladen · Wikidata zu Ruine Neu-Falkenstein (Q1157640)                                | Ruine Neu-Falkenstein KGS-Nr.: 04497                                       | A    | F/G | 620540 / 241359                        |              |
| BW   | Datei hochladen · Wikidata zu Friedhofkirche, Alte Pfarrkirche St. Anna (Q29880501)           | Friedhofkirche, Alte Pfarrkirche St. Anna KGS-Nr.: 13933                   | A    | G   | Friedhof 1 619447 / 241170             |              |
| ja   | Datei hochladen · Wikidata zu Burg Alt-Falkenstein (Q1010707)                                 | Burg Alt-Falkenstein KGS-Nr.: 04498                                        | B    | G   | Klus, Bisibergweg 44 619051 / 239596   |              |
| BW   | Datei hochladen · Wikidata zu St. Antoniuskapelle (16. Jh.) (Q29880538)                       | St. Antoniuskapelle (16. Jh.) KGS-Nr.: 04499                               | B    | G   | Am Herrenbrunnen 1a 619468 / 241199    |              |
| BW   | Datei hochladen · Wikidata zu Schmelzihof um 1920 (Q29880537)                                 | Schmelzihof (um 1920) KGS-Nr.: 04501                                       | B    | G   | Wengimattstrasse 2 619318 / 239336     |              |
| BW   | Datei hochladen · Wikidata zu Kaplanenhaus, Sigristenhaus und alte Schlossscheune (Q29880535) | Kaplanenhaus, Sigristenhaus und alte Schlossscheune KGS-Nr.: 04503         | B    | G   | St. Wolfgangstrasse 620421 / 241250    |              |
| BW   | Datei hochladen                                                                               | Klus / Burg Alt-Falkenstein, mittelalterlicher Schlosshügel KGS-Nr.: 05571 | B    | F   | 619055 / 239605                        |              |
| BW   | Datei hochladen · Wikidata zu Heimatmuseum Alt Falkenstein (Q27479714)                        | Heimatmuseum Alt-Falkenstein Klus-Balsthal KGS-Nr.: 10643                  | B    | S   | Klus, Bisibergweg 44 619063 / 239596   |              |
| BW   | Datei hochladen · Wikidata zu Altes Gemeindehaus (Q29880507)                                  | Altes Bürgerhaus KGS-Nr.: 11125                                            | B    | G   | Falkensteinstrasse 8 619255 / 240489   |              |
| BW   | Datei hochladen · Wikidata zu Ehemaliges Zollhaus (1. H 19. Jh.) (Q29880522)                  | Ehemaliges Zollhaus (1. Hälfte 19. Jh.) KGS-Nr.: 13936                     | B    | G   | Auf dem Inseli 11 619296 / 240486      |              |
| BW   | Datei hochladen · Wikidata zu Altes Amtshaus 1788/1804 (Q29880504)                            | Altes Amtshaus (1788/1804) KGS-Nr.: 13469                                  | B    | G   | Falkensteinstrasse 10 619334 / 240590  |              |
| BW   | Datei hochladen · Wikidata zu Ehemaliges Siechen- und Pfrundhaus um 1800 (Q29880521)          | Ehemaliges Siechen- und Pfrundhaus (um 1800) KGS-Nr.: 13470                | B    | G   | Pfrundhausweg 2 619808 / 238944        |              |
| ja   | Datei hochladen · Wikidata zu Gasthof zum Kreuz (Q29880526)                                   | Gasthof zum Kreuz (1621) KGS-Nr.: 13471                                    | B    | G   | Falkensteinstrasse 1 619407 / 240568   |              |
| ja   | Datei hochladen · Wikidata zu Gasthof zum Löwen 1752 (Q29880527)                              | Gasthof zum Löwen (1752) KGS-Nr.: 13481                                    | B    | G   | Herrengasse 21 619584 / 240648         |              |
| ja   | Datei hochladen · Wikidata zu Gasthof Rössli 1751/1825 (Q29880523)                            | Gasthof Rössli (1751/1825) KGS-Nr.: 13482                                  | B    | G   | Herrengasse 8 619478 / 240570          |              |
| BW   | Datei hochladen · Wikidata zu Altes Pfarrhaus St. Wolfgang (Q29880511)                        | Altes Pfarrhaus St. Wolfgang (1642) KGS-Nr.: 13483                         | B    | G   | St. Wolfgangstrasse 39 620389 / 241255 |              |
| BW   | Datei hochladen · Wikidata zu Alte Post erste Hälfte 19. Jahrhundert (Q29880502)              | Alte Post (1. Hälfte 19. Jh.) KGS-Nr.: 13484                               | B    | G   | Solothurnerstrasse 33 619165 / 239509  |              |
| BW   | Datei hochladen · Wikidata zu Altes Bezirksschulhaus 1843/1848 (Q29880506)                    | Altes Bezirksschulhaus (1843/48) KGS-Nr.: 13485                            | B    | G   | Baslerstrasse 2 619642 / 240631        |              |
| ja   | Datei hochladen · Wikidata zu Altes Kornhaus (Q29880509)                                      | Altes Kornhaus (1790) KGS-Nr.: 13486                                       | B    | G   | Herrengasse 2 619439 / 240552          |              |
| BW   | Datei hochladen · Wikidata zu Bezirksgefängnis (Q29880515)                                    | Bezirksgefängnis (1788) KGS-Nr.: 13487                                     | B    | G   | Falkensteinstrasse 14 619326 / 240612  |              |
| ja   | Datei hochladen · Wikidata zu Kapelle St. Joseph (Q29880528)                                  | Kapelle St. Joseph (1760) KGS-Nr.: 13488                                   | B    | G   | Solothurnerstrasse 23 619053 / 239568  |              |
| BW   | Datei hochladen · Wikidata zu Kapelle St. Ottilia (Q29880531)                                 | Kapelle St. Ottilia (1662) KGS-Nr.: 13489                                  | B    | G   | Herrengasse 12 619548 / 240597         |              |
| ja   | Datei hochladen · Wikidata zu Kapelle St. Wolfgang (Q29880532)                                | Kapelle St. Wolfgang (1474/1519) KGS-Nr.: 13490                            | B    | G   | St. Wolfgangstrasse 43 620429 / 241256 |              |
| BW   | Datei hochladen · Wikidata zu Altes Schulhaus 1742 (Q29880512)                                | Altes Schulhaus (1742) KGS-Nr.: 13934                                      | B    | G   | Solothurnerstrasse 16 618968 / 239590  |              |